# Dylan Eagleson
Dylan James Eagleson (* 22. April 2003 in Bangor, Nordirland) ist ein nordirischer bzw. irischer Boxer.

## Boxkarriere
Eagleson gewann im März 2022 eine Bronzemedaille bei der U22-Europameisterschaft in Poreč; nach Siegen gegen Erik Tokjan und Jakub Krzpiet, war er im Halbfinale knapp mit 2:3 gegen Samet Gümüş ausgeschieden. Im Mai 2022 nahm er an der Europameisterschaft in Jerewan teil, besiegte Muhammet Saçlı, Gabriel Escobar und Daniel Assenow, ehe er im Finale gegen Billal Bennama verlor und Vize-Europameister wurde.
Im August 2022 gewann er für Nordirland startend die Commonwealth Games in Birmingham, nachdem er sich gegen Armando Sigaúque, Matthew McHale und Abraham Mensah durchgesetzt hatte.